# Grand Seigneur
De Grand Seigneur is de belangrijkste onderscheiding binnen de modebranche in Nederland. Ze is in 1984 ingesteld door de Vereniging Nederlandse Modebeurs (VNM) om personen, ondernemingen of instellingen te onderscheiden die "tot een beter begrip van mode en kleding hebben bijgedragen". De prijs wordt in principe jaarlijks toegekend, tegenwoordig door de brancheorganisatie MODINT. De winnaars ontvangen een geldprijs (in 1985 bedroeg die 2500 gulden) en een sculptuur van Wendela Gevers Deynoot. De allereerste Grand Seigneur werd uitgereikt aan de modemarketingdeskundige Cecile Kanteman tijdens de modebeurs Modam in Amsterdam. De Grand Seigneur is niet alleen uitgereikt aan modeontwerpers en -labels maar ook aan modejournalisten, -fotografen, opleidingsinstituten en musea.
De VNM ging in 1998 failliet en het duurde enkele jaren vooraleer MODINT de draad weer oppakte. Daarom werd er geen Grand Seigneur uitgereikt in 1999, 2000 en 2001; die van 1998 voor Claudia Sträter werd pas in 2001 uitgereikt.

## Winnaars[4]
- 2024 – Patta[5]
- 2019 – Ronald van der Kemp
- 2017 – Iris van Herpen
- 2016 – Gemeentemuseum Den Haag
- 2014 – Jan Taminiau
- 2012 – Fiona Hering
- 2011 – ArtEZ Hogeschool voor de Kunsten Arnhem (afdeling BA Fashion Design)
- 2010 – Inez van Lamsweerde en Vinoodh Matadin (fotografen)
- 2009 – Viktor & Rolf
- 2008 – Piet Paris
- 2007 – G-Star
- 2005 – Marlies Dekkers
- 2004 – Rattan Chadha (oprichter van Mexx)
- 2003 – Lidewij Edelkoort (styliste)
- 2002 – Marian Wigger
- 1998 – Claudia Sträter
- 1997 – Arie Vervelde (mode-illustrator)
- 1996 – Jan Jansen (schoenontwerper)
- 1995 – Hennes & Mauritz
- 1994 – Piet Zoomers
- 1993 – John de Greef (modejournalist)
- 1992 – Ravage (ontwerpersduo Arnold van Geuns en Clemens Rameckers)
- 1991 – Hans de Vries (fotograaf)
- 1990 – AGU Sport, gebroeders Peter en Jaap van den Kommer
- 1989 – Oilily (Marieke en Willem Olsthoorn)
- 1988 – Avenue, hoofdredactrice Louki Boin
- 1987 – Mac & Maggie  (Cora Kemperman)
- 1986 – Jacques van Gils
- 1985 – Günther Frank
- 1984 – Cecile Kanteman

Er werd geen prijs uitgereikt in 1999, 2000, 2001, 2006, 2013, 2015, 2018, 2020, 2021, 2022 en 2023.